# ФК Приморје Љубљана
НК Приморје је био клуб из Љубљане. Основали су га крајем Првог светског рата Словенци из словеначког приморске регије која је након рата припала Краљевини Италији па је клуб пресељен у Љубљану. Тако је клуб постао највећи ривал НК Илирији у наредној деценији. У 1928. и 1929. години Приморје успева да освоји титулу регионалног првака Словеније, а такође, клуб се два пута такмичио у југословенском националном првенству без запаженијих успеха (1933. године као осмопласирани од 11 тимова и 1935. године као деветопласирани од 10 учесника). Средином 1930. Илирија и Приморје упадају у финансијске проблеме што доводи до спајања у нови клуб, СК Љубљана 1935. године, и од тада више не постоји НК Приморје.